# ایگل گروو (آیووا)
ایگل گروو (به انگلیسی: Eagle Grove) شهری در ایالت آیووا کشور ایالات متحده آمریکا است که جمعیت آن در سرشماری سال ۲۰۱۰ میلادی، ۳٬۵۸۳ نفر بوده‌است.